# ねこまんま
ねこまんま（猫飯）、またはねこめし（猫飯）とは、「猫に与える飯のように、味噌汁をかけたり削り節を散らしたりした飯」である。

## 2種類の「ねこまんま」
「まんま」とは「めし」をいう幼児語であり、「ねこまんま」は、ネコにあげるウェットフードのようなご飯のこと。以下のいずれも、犬や猫に与えるようなご飯を人の食する食事として「ねこまんま」と呼ばれている。

### 削り節をかけた飯

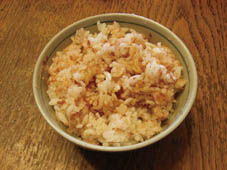
削り粉をかけた飯

一般的には飯に削り節や塩昆布をかけて混ぜ込むが、鰹節の上に醤油をかけるかかけないかも文化や各人の嗜好などによって異なる。
一部の寿司屋では、削り節を具にした巻き寿司を「猫巻き」と称して提供している。
江戸時代中期～後期には、貧富の差が広がるとともに貧民のみならず身分の低い武士でさえもが飢えに瀕し、安価で調理の簡便な「ねこまんま」が流行した。当時カツオの産地として名をはせていた静岡や和歌山、鹿児島産のカツオ節が多く使われた。その後は第二次世界大戦末期まで、庶民が飢餓をしのぐ食料の中心的存在となっていた。その独特の風味から幅広い層で食されるようになった。

### 汁をかけた飯

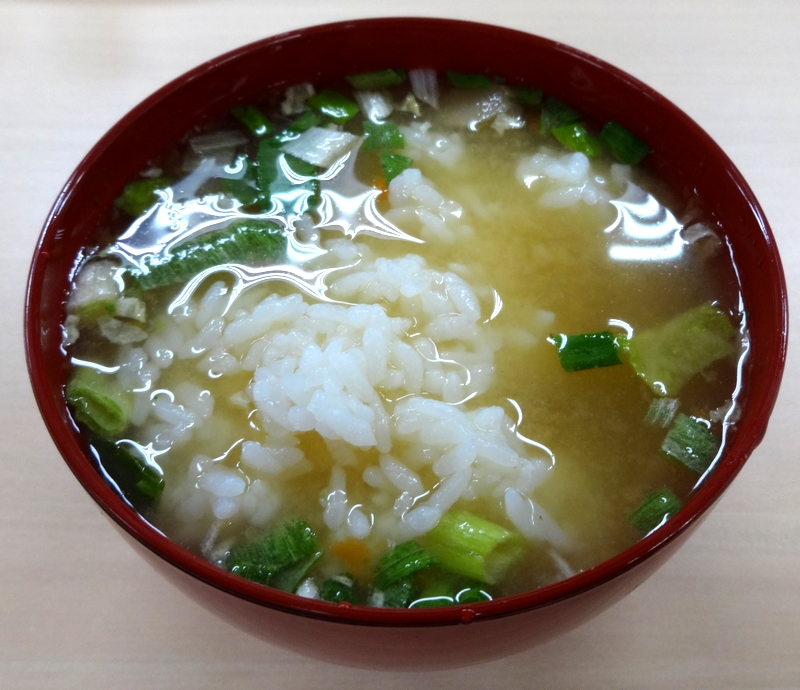
味噌汁をかけた飯

汁かけ飯（しるかけめし）やぶっかけ御飯（ぶっかけごはん）、犬飯（いぬめし）などとも呼ばれる。
ガスや電気が普及する以前、炊飯した後の飯を保温・再加熱することは難しく、また強飯が中心であったため、固くなりがちであった。そのため飯に湯や水、出汁などをかけ、柔らかくして食べることは一般的であった。水飯・湯漬け・茶漬けはそうした食事方法であり、普段の食事から軽食、あるいはデザート的な食事として、日常のみならず儀式的な食事においても饗された。『今昔物語集』では、肥満の三条中納言に薬師が減量方法として「夏に水飯、冬に湯漬け」を食べることを勧める説話があり、朝廷の官人同士で湯漬けをともに食べる儀礼も存在した。室町時代の儀礼書『今川大雙紙』には、玄米の強飯に醤が入った汁や様々な具が入った汁をかけて食べる「しきの御飯」がもてなしの料理として掲載されている。江戸時代に入っても汁かけ飯がほぼ常食であり、享和2年（1802年）の料理書『名飯部類』では、44種類の汁かけ飯が紹介されている。
汁かけ飯は飯場では工事現場の事故（山崩れなど）を想像させる縁起の悪いものでタブーとされる。筑豊地方では、土葬の墓を連想するとして忌み嫌われ、知らずに食べようとしてリンチされる炭鉱夫を描いた山本作兵衛の記録画がある。また、東北地方においては工事関係者、鉱山関係者に限らずマタギ、木こり、牛方馬方など山中で危険な肉体労働に従事する者の間で汁かけ飯は「仕事に味噌をつける」として嫌われた。牛方の一団が朝食を摂る折に一人でも飯に汁をかけた者がいるとその日の旅程は中止になり、滞在費は汁かけ飯のタブーを犯した者が負担した。ただし「汁かけ飯」ではなく「飯を入れた汁」の飲食は許されていた。

### 海外の汁かけ飯
日本と同様に、椀に盛った飯と汁物を同時に食べる文化のあるベトナムでも、食事の際に汁物をご飯に掛けることは頻繁に見られる。また日本とは違い、大衆食堂等の他人の目がある場所でおこなっても、マナー違反とはされない。一方、韓国では汁にご飯を入れることは日常的に行われるが、ご飯に汁をかけるのはマナー違反に当たる。

## 猫の餌としての「ねこまんま」
1970年代頃までの日本ではペットフード自体が珍しかったため、人の残飯を「ねこまんま」、「犬飯」の状態にして与えることが当たり前に行なわれており、これにはペットの餌代を減らす目的もあった。この意味では、鰹節に限らず魚の食べ残しを御飯に乗せたものなども存在した。元来が肉食性のネコを米など主に植物性の餌で飼育する文化は、世界的にも珍しい。
しかしネコは炭水化物の消化能力が、人間はもとより犬よりもさらに低い。またイヌ、ネコともに腎臓の能力が人間よりも低いため、人間が好む味付けでは塩分過剰となる。人間の残飯を与えることは栄養学的に忌避すべきである。たとえば飯に味噌汁をかけたねこまんまでは、ネコにとって炭水化物・塩分過剰、タンパク質不足・タウリン欠乏症となるし、ネギ類にはイヌ、ネコの赤血球を破壊する物質（硫黄化合物）が含まれているため、与えると重度の貧血をもたらしたり、場合によっては死に至ることもある。このため、ネギそのものやネギ類の抽出物を含むような食品を与えてはならない。特に玉ねぎは要注意である（タマネギ中毒）。
高度経済成長後は所得の向上や、安価な猫缶や各種のキャットフード、ドッグフードなどが出回るようになったこと、動物保護の観点などから、残飯をイヌ、ネコに与える家庭は減っている。ただし言葉だけは残っており、キャットフードを「ねこまんま」と呼ぶこともある。

## 関連文献
- 遠藤哲夫『汁かけめし快食學』筑摩書房〈ちくま文庫〉、2004年。ISBN 4480039783。国立国会図書館書誌ID:000007457123。